# Слово (об'єднання)
«Слово» — об'єднання українських письменників (ОУП) у діаспорі, що існувало у 1954–1997 роки.

## Історія
Засноване 26 червня 1954 в Нью-Йорку, як продовжувач творчо-організаційних та ідейних настанов свого європейського попередника МУРу; об'єднує письменників усієї діаспори.
До членів-основоположників «Слова» належали: Василь Барка, Іван Багряний, Богдан Бойчук, Василь Гайдарівський, Святослав Гординський, Йосип Гірняк, Петро Голубенко, Галина Журба, Іван Керницький, Григорій Костюк, Іван Кошелівець, Богдан Кравців, Юрій Лавріненко, Вадим Лесич, Леонід Лиман, Наталя Лівицька-Холодна, Оксана Лятуринська, Євген Маланюк, Володимир Міяковський, Теодось Осьмачка, Микола Понеділок, Богдан Рубчак, Улас Самчук, Марія Струтинська, Остап Тарнавський, Юрій Тарнавський, Юрій Шевельов (Юрій Шерех), Микола Шлемкевич.
Ідея об'єднання українських письменників на американській землі у професійну організацію виникла після переселення митців з Європи. Головна хвиля «переміщених осіб» з європейського континенту припадає на 1949 рік. Бажання продовжувати літературну діяльність сприяло створенню організації, яка об'єднала мистецькі сили.
Організація українських письменників «Слово» продовжувала і розвивала ідеологію та традиції європейського Мистецького українського руху в еміграції. Діяльність організації почалася в умовах складної та набагато гіршої ситуації, ніж після Другої світової війни. Організатори прагнули створити справжню письменницьку організацію, яка б почала широку діяльність та зібрала розкидані й розпорошені письменницькі сили.
У червні 1954 року в Нью-Йорку відбулася нарада українських письменників та митців, що мешкали у Нью-Йорку, Філадельфії та околицях. До часу скликання загальних зборів письменників і схвалення статуту об'єднання цю письменницьку організацію репрезентували Григорій Костюк, Докія Гуменна, Юрій Лавріненко.
Офіційно ОУП «Слово» почала існувати як організація українських письменників в еміграції ухвалою письменників 19 січня 1957 року. Саме тоді був прийнятий статут як основний конституційний закон об'єднання, що визначає завдання, структуру, функції, порядок об'єднання.
Було також вирішено скликати перший загальноеміграційний з'їзд письменників. На той час у рядах ОУП «Слово» було понад 90 членів із різних країн поселення. На 1976 рік «Слово» нараховувало вже 186 членів.

## Діяльність
«Слово» періодично відбуває загальні з'їзди; до 1976 року відбулося п'ять (1958, 1964, 1968, 1970, 1975). У з'їздах беруть участь делегати від крайових письменницьких груп і філій США, Канади, Англії, Аргентини, Бразилії, Австралії, Німеччини, Франції. Головою «Слова» від установчих зборів до 1975 був Григорій Костюк, далі Остап Тарнавський. Від 1962, як неперіодичний орган «Слова», виходить під цією ж назвою збірник літератури, мистецтва, критики (до 1976 року п'ять частин: 1962, 1964, 1968, 1970, 1975). Австралійська філія видає літературний збірник «Новий обрій» (до 1976 року п'ять; редактор — Дмитро Нитченко). Під фірмою «Слова» видано кількадесят книг: романів, оповідань, поезій, драм, критичних есеїв, документальних збірок і монографій. При «Слові» діє заснований 1964 Літературно-допомоговий фонд та дві комісії: біобібліографічної й архівної документації та охорони й публікації спадщини померлих письменників.

### Етапи діяльності
Діяльність ОУП «Слово» поділяють на три періоди:
1. 1957—1975 роки
2. 1975—1993 роки
3. 1993—1997 роки

#### Перший період
Перший період діяльності організації тривав 18 років, його можна назвати у буквальному розумінні «костюківським»: Григорій Костюк був обраний головою організації на першому з'їзді.
Вже у 1958 році відбувся загальноеміграційний з'їзд українських письменників, де вперше після європейських з'їздів зустрілися трудівники пера з усіх країн українського поселення: США, Канади, Аргентини, Бразилії, Венесуели, Англії, Австралії, Німеччини, Франції. На з'їзді, окрім організаційних питань, було проголошено декілька доповідей. Найцікавішими серед них були доповіді Б. Кравціва «Сучасна літературна ситуація в Україні» та Ю. Лавріненка «Сучасний етап української еміграційної літератури». Було прийнято також звернення українських письменників в еміграції до українських письменників на материковій Україні. Це був перший вагомий документ ОУП «Слово», який чітко вказував на обопільні завдання України та еміграції: твердо стати на захист українського слова та культури, щоб не повторилося страшне лихоліття для української культури, знову не доводилося реабілітувати знищених митців, письменників, вчених. Це був клич до братів в Україні боротися за право на життя, свободу, культуру.
На цьому з'їзді вирішено створити власний друкований орган у формі неперіодичного збірника. Вперше такий збірник мистецтва, літератури, критики та документації під назвою «Слово» з'явився в 1962 році.
1954 року молоде об'єднання звертається телеграмою до з'їзду письменників СРСР, що відбувався у Москві. Це було звернення до письменників, які жили та творили у Радянському Союзі, а також прохання до з'їзду з’ясувати, чому за 1930—1938 роки лише з української літератури зникло 223 письменники з активнодіючих 259. Де вони і яка їхня доля? Ця телеграма була не лише запитом, а й вимогою до радянської системи, ніколи не забувати жертв української культури.
З перших кроків діяльності об'єднання почало налагоджувати контакти з подібними організаціями світу. Так, у 1954 році ОУП «Слово» контактувало з польським Інститутом літературним, з відомим місячником «Культура» (Париж), з Інститутом єврейської культури та єврейською секцією ПЕН-Клубу (Нью-Йорк), з болгарськими письменниками в екзилі.
Досить плідною була співпраця з українськими науковими установами, такими як УВАН, НТШ, Науково-публіцистичний інститут, Українське історичне товариство. Разом із цими установами було створено та розпочато видання Енциклопедії українознавства.
У 1972 році на нараді ОУП «Слово» широко обговорювалися арешти діячів культури в Україні. Було надіслано офіційного листа до Президента Америки перед його поїздкою до СРСР з проханням заступитися за українських культурних діячів. Щоб привернути увагу світової громадськості до арештів в Україні, було розіслано понад 50 листів до світових організацій та визначних діячів культури з проханням стати на захист українців.
Протягом першого періоду діяльність ОУП «Слово» виявлялася у двох аспектах: організаційному та творчому. Саме літературний процес дійшов до зрілої рівноваги, а українська проза зробила великий крок уперед.
У багатьох творах українські емігрантські письменники найбільшу увагу приділяли українцям за умов радянської дійсності. Таким є твір Тодося Осьмачки «Ротонда душогубців»: страшний і разом з тим мистецьки правдивий образ українського народу, розіп'ятого сталінською системою.
Улас Самчук, окрім творів «Чого не гоїть огонь», трилогії «ОСТ», «На твердій землі», створив ще і низку спогадів «П'ять по дванадцятій», «На білому коні», «На коні вороному», «Планета Ді-Пі». У кожному з прозових творів У. Самчука постає певний етап великої епопеї української людини, що почала похід з «Волині», а закінчила у творі «На твердій землі».
Подібні проблеми піднімав у творах Іван Багряний. Це — «Маруся Богуславка», «Людина біжить над прірвою», головною ідеєю яких є віра в українську людину, в її творчу, братерську, людську душу.
У 60-х роках продовжували активно творити митці, що дебютували ще у 20-30 роках — це передусім представники «празької школи» (Є. Маланюк, О. Лятуринська, О. Стефанович, Н. Лівицька-Холодна), а також ті, хто жив і творив до початку Другої світової війни у Львові: С. Гординський, Б. Кравців, Б. Нижанківський. Окрім прозових творів, вартими уваги є твори поетичного жанру В. Барки, В. Лесича, Я. Славутича, О. Тарнавського, І. Качуровського, О. Веретченка, Б. Олександрова.
Більш знайома широкому загалу творчість представників «нью-йоркської групи», яка була свіжим елементом в ОУП «Слово». Представники цієї групи підняли проблему традиції та новаторства, «батьків та дітей», успадкували деякі риси поетики «пражан», але з іншого боку, в їхній творчості відчувається перевага особистісного начала, деканонізація поетичної мови, оновлення стилю. Саме такою була й естетична основа найрадикальнішого крила «шістдесятників» (поетів київської школи).
У галузі літературної критики уваги заслуговують монографічні дослідження Юрія Шереха та Яра Славутича.

#### Другий період
У 1975 році з'їзд обрав Головою Об'єднання Остапа Тарнавського.
У 1982 році відбувся шостий з'їзд Об'єднання, на який прибуло 70 українських письменників з різних міст Америки, Канади, Європи, Австралії, щоб обмінятися думками та планами на майбутнє. З'їзд прийняв маніфест за тісний зв'язок з літературним процесом в Україні, а також висловив гострий протест проти переслідування митців на материковій Україні.
Зазначимо, що українська література стала предметом дослідів на університетському форумі. Про це свідчать літературознавчі праці англійською мовою Ю. Луціва, Г. Грабовича, В. Жили, І. Фізера, Д. Струка, Я. Славутича. Г. Костюк, окрім літературознавчої праці, підготував та видав зібрання творів М. Хвильового та В. Винниченка.
Часи перебудови у колишньому СРСР дали змогу ближче познайомитися з українськими письменниками, відвідати материкову Україну. До цього моменту не дожило дуже багато представників мистецьких кіл еміграції.
Початок нового відродження України 1989 року приніс нові знайомства з письменниками в еміграції та їхніми творами. 54-й конгрес Міжнародного ПЕН у Торонто — Монреалі схвалив новоорганізований Український ПЕН у Києві.
У 1990 році відбувся сьомий світовий з'їзд ОУП «Слово», на якому були також присутні письменники з України О. Микитенко, Ю. Сердюк, В. Тарнавський, М. Вінграновський, що прибули на запрошення президії «Слова». Це було свято для діаспори, адже вони сподівалися почути якомога більше про Батьківщину, про початок нового відродження країни. М.Білоус-Гарасевич згадує: «З биттям серця, спішу зустрітися з киянами… Піднімаються всі четверо такі рідні й такі далекі: стримані, холодні, ввічливі, в собі заховані. Відчуваю, що вони не мають ніякого бажання (а може далі бояться) пізнати нашу душу й свою ховають. Підкреслено чемно відповідають на питання короткими ніякими відповідями, нічого не питають, не нав'язують розмови на жодну тему, не розповідають, не заохочують до розповіді». (Білоус — Гарасевич М. Ми не розлучалися з тобою, Україно. — Detroit, 1998. — С.775).
Це був найкращий з'їзд Об'єднання з погляду організації, мистецького рівня. Головою ОУП «Слово» було обрано О. Тарнавського. Представники Спілки письменників України відкрили своє членство для авторів з діаспори, що сприяло зміцненню літературних та організаційних зв'язків: багато письменників побувало на Батьківщині, а члени СПУ — в США, Канаді, Австралії.

#### Третій період
Третій період діяльності ОУП «Слово» почався у 1993 році з трагічної ноти — у 1992 році помер Голова Об'єднання Остап Тарнавський; його замінила Ліда Палій, яка була обрана головою ОУП «Слово» у листопаді 1993 року. Третій період діяльності Об'єднання відзначається тісними зв'язками з письменниками та критиками України, про свою діяльність ОУП інформувала громадськість України через канадське міжнародне радіо, а також через пресу. На Батьківщину пересилалися книжки та цілі підшивки «Слова» для ознайомлення читачів з творами емігрантських письменників. Окрім того, до Об'єднання надсилали праці багато авторів з України, які були розміщені у «Свободі», «Нових днях».
Загальні збори, проведені кореспонденційним способом, 30 жовтня 1997 році схвалили діяльність ОУП «Слово», але більшість членів висловили згоду на припинення діяльності Об'єднання. Тому робота Об'єднання обмежилася лише видавничою ланкою, а поточна діяльність ОУП «Слово» була припинена.

## Учасники

### США
- Барка Василь (засновник)
- Біляїв Володимир
- Бойчук Богдан (засновник)
- Буряківець Юрій
- Веретенченко Олекса (засновник)
- Власенко-Бойцун Алла
- Галун-Блох Марія
- Гарасевич Марія
- Гординський Святослав (засновник)
- Гришко Василь
- Грабович Григорій
- Гуменна Докія (засновник)
- Гурський Яків
- Комілевська Діма
- Довгалюк Харитон
- Дражевська Любов
- Жила Володимир
- Зінкевич Осип
- Зозуля Олександр
- Ізарський Олекса (засновник)
- Караванський Святослав
- Карпенко-Криниця Петро (засновник)
- Керч Оксана
- Кмета-Ічнянський Іван (засновник)
- Коверко Олег
- Козак Едвард
- Коленська Любов
- Коломиєць Юрій
- Коровицький Іван (засновник)
- Костюк Григорій (засновник)
- Кухар Роман
- Лиман Леонід (засновник)
- Лівицька-Холодна Наталя (засновник)
- Лужницький Григор
- Любович Уляна
- Маляр Павло
- Мовчан Юліян
- Оглоблин Олександр
- Одарченко Петро (засновник)
- Онишкевич Лариса
- Палій Микола
- Ревакович Марія
- Рубчак Богдан (засновник)
- Руденко Микола
- Рудницький Леонід
- Савицька Іванна
- Сім'янців Валентин
- Соловей Оксана
- Тарнавська Марта
- Тарнавський Остап (засновник)
- Тарнавський Юрій (засновник)
- Тис-Крохмалюк Юрій
- Федоенко Євген
- Фізер Іван
- Француженко Микола
- Черінь Ганна
- Чолган Іларіон
- Шевельов Юрій (засновник)
- Олександр Шпилька (псевдонім фейлетоніста О.Скопа)
- Штогрин Данило
- Шуварська-Шумилович Ірина
- Щербак Юрій
- Юриняк Анатолій

### Канада
- Антонович Марко
- Антонович-Рудницька Марина
- Бондарчук Іван
- Бургардт Вольфрам
- Верига Василь
- Ворскло Віра
- Гай-Головко Олекса
- Голод Марія
- Горохович Антоніна
- Гурко Стефанія
- Дальний Маріян
- Зуєвський Олег (засновник)
- Ільницький Олег
- Кедр Ростислав
- Ковшун Микола
- Колісник Роман
- Коляска Іван
- Копач Олександра
- Кузьменко Світлана
- Курдидик Анатоль
- Курдидик Ярослав
- Левицький Мирон
- Луцький Юрій
- Мак Ольга
- Макарик Ірина
- Матвієнко Теодор
- Мороз Валентин
- Мудрик-Мриц Ніна
- Мурович Лариса
- Олійник Олександр
- Палій Ліда
- Пасіка Володимир
- Петрівський Михайло
- Ревуцький Валеріян
- Розумний Ярослав
- Славутич Яр
- Смирнів Володимир
- Смотрич Олександр
- Стех Ігор
- Стех Марко
- Струк Данило
- Тарнавський Максим
- Тудорковецька Ярина
- Храплива Леся
- Царинник Марко
- Черненко Олександра
- Шанта Леся
- Шумук Данило

### Бразилія
- Вовк (Селянська) Віра (засновник)

### Британія
- Мазуренко Галя (засновник)
- Свобода Віктор
- Фостун Святомир

### Франція
- Калитовська Марта
- Плющ Леонід
- Штуль Катерина

### Німеччина
- Андієвська Емма (засновник)
- Бойко-Блохин Юрій (засновник)
- Горбач Анна
- Качуровський Ігор (засновник)
- Коваль Федір
- Кошелівець Іван (засновник)
- Іванна Чорнобривець (псевдонім Олександри Сулими)
- Янів Володимир

### Австралія
- Богуславець Леся,
- Когут Зоя,
- Нитченко-Чуб Дмитро (засновник),
- Онуфрієнко Василь,
- Сокіл Василь

## Збірник «Слово»
- «Слово: збірник» ч. 1[недоступне посилання з липня 2019], Нью-Йорк, 1962
- «Слово: збірник» ч. 2, Нью-Йорк, 1964
- «Слово: збірник» ч. 3, Нью-Йорк, 1968
- «Слово: збірник» ч. 4, Нью-Йорк, 1970